# Herminia sugii
Herminia sugii là một loài bướm đêm trong họ Noctuidae.